# Yingo Ecuador
Yingo Ecuador es un programa de televisión ecuatoriano que se adaptó del programa chileno, Yingo que se transmitía por Chilevisión. Emitido por Ecuavisa de lunes a viernes a las 16:30 horas, conducido por Agustín Belforte en donde un grupo de jóvenes debían competir en distintas pruebas físicas, de canto y baile con el fin de no ser eliminados y poder ganar un gran premio final.

## Jurados
Un jurado que evalúa los desafíos de canto y/o baile además de velar por la correcta realización de los juegos o pruebas, aunque algunas veces existan fuertes conflictos con los participantes del programa.
- Wally Rueda - Coreógrafo profesional.
- Martín Terán - Cantante
- Gisella Arias - Cantante

Retirados
- Solange Viteri - Locutora radial y presentadora de televisión.
- Daniel Sais - Músico tecladista, productor artístico de rock y docente argentino.

## Temporadas

### Primera temporada
Comenzó el día lunes 23 de marzo de 2015 presentando a los participantes que llegaron a competir, que fueron 24. Para la competencia se formaron dos equipos Los cantantes (equipo morado) y Los bailarines (equipo verde) e inició la competencia. El martes 19 de mayo de 2015, Agustín Belforte hizo un anuncio donde se convoca a un casting para nuevos participantes en Yingo desde 16 años en adelante.
Los ganadores de esta temporada fueron: Cesé Jurado en la categoría cantantes y Fabián Pérez en la categoría bailarines.